# Diacilglicerol kinaza (CTP zavisna)
Diacilglicerol kinaza (CTP zavisni) (EC 2.7.1.174, DAG kinaza, CTP-zavisna diacilglicerolna kinaza, digliceridna kinaza) je enzim sa sistematskim imenom CTP:1,2-diacil--glicerol 3-fosfotransferaza. Ovaj enzim katalizuje sledeću hemijsku reakciju
CTP + 1,2-diacil--glicerol {\displaystyle \rightleftharpoons } CDP + 1,2-diacil--glicerol 3-fosfat
Za rad ovog enzima je neophodan Ca2+ ili Mg2+.

## Literatura
- Nicholas C. Price; Lewis Stevens (1999). Fundamentals of Enzymology: The Cell and Molecular Biology of Catalytic Proteins (Third изд.). USA: Oxford University Press. ISBN 019850229X.
- Eric J. Toone (2006). Advances in Enzymology and Related Areas of Molecular Biology, Protein Evolution (Volume 75 изд.). Wiley-Interscience. ISBN 0471205036.
- Branden C; Tooze J. Introduction to Protein Structure. New York, NY: Garland Publishing. ISBN 0-8153-2305-0.
- Irwin H. Segel. Enzyme Kinetics: Behavior and Analysis of Rapid Equilibrium and Steady-State Enzyme Systems (Book 44 изд.). Wiley Classics Library. ISBN 0471303097.

## Spoljašnje veze
- Diacylglycerol+kinase+(CTP+dependent) на 